# Blas de Prado

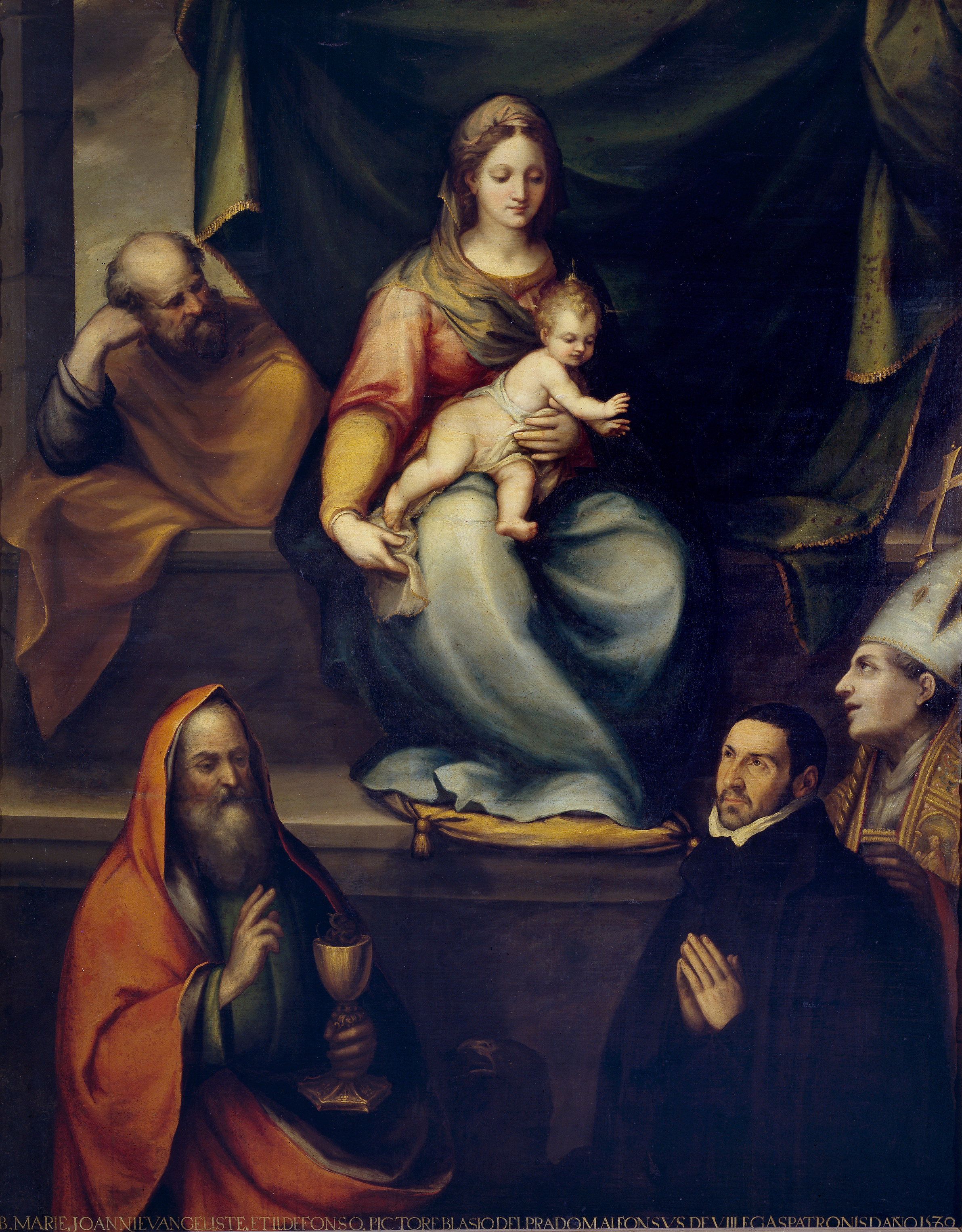
La Sagrada Familia con San Ildefonso, San Juan Evangelista y el maestro Alonso de Villegas, Museo Nacional del Prado, óleo sobre lienzo, 209 x 165 cm. Única obra firmada por el pintor, fechada en 1589.

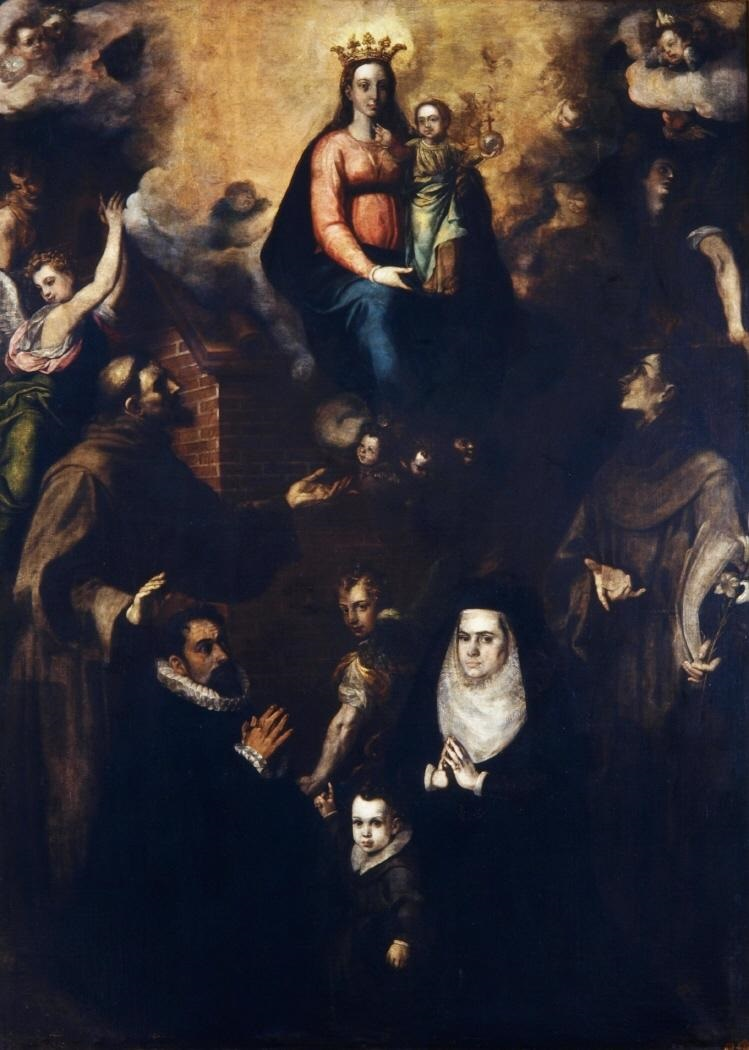
La Virgen con San Francisco, San Antonio y donantes (Real Academia de Bellas Artes de San Fernando, Madrid). Primer cuarto del.

Blas de Prado (c. 1545-Madrid, c.1599) fue un destacado pintor manierista español, nacido probablemente en Camarena (Toledo), que trabajó para la catedral de Toledo y otras iglesias de su arzobispado así como para el rey Felipe II y el jerife de Fez. Los elogios que le dedicaron sus contemporáneos, según recogen las fuentes literarias, atestiguan el prestigio del que gozó en su tiempo aunque son muy pocas las obras de su mano que se han conservado. La fuerte influencia italiana que se advierte en ellas, descartado un posible viaje a Italia, se explicaría por sus relaciones con El Escorial y la utilización de estampas de aquella procedencia.

## Biografía
Hijo de Alfonso Martínez, albañil, y de Juana Rodríguez, debió de nacer en Camarena donde se documentan los bautismos de varios de sus hermanos o, según Antonio Palomino, cuya información es en este caso poco fiable, en la propia ciudad de Toledo. Consta que en 1583 se encontraba en esta ciudad donde contrató una serie de retratos de la familia real para decorar uno de los arcos triunfales con que la ciudad recibió las reliquias de santa Leocadia traídas desde la abadía de San Gislem (Mons). La ausencia de noticias anteriores a esa fecha y los rasgos italianizantes de su pintura hicieron pensar en un viaje a aquel país en la década de 1570, para el que no existe confirmación documental.
En 1586 trabajó en la restauración de los frescos pintados por Juan de Borgoña en la Sala Capitular de la catedral de Toledo, donde entre 1591 y 1592 pintó los escudos de armas de los prelados y sus inscripciones. Entre 1589 y 1590 fue llamado a El Escorial para realizar la tasación de las pinturas de Pellegrino Tibaldi y otros maestros italianos, así como de los «adornos» hechos para la Santa Margarita de Tiziano y para una copia de la Última Cena de Leonardo da Vinci. Nombrado «segundo pintor», (tras Luis de Velasco), de la catedral toledana, contrató entre 1589 y 1593 numerosos retablos para iglesias de Toledo y de Madrid.
Enviado por Felipe II, a quien el soberano de Fez habría pedido que le hiciese llegar un famoso pintor, en mayo de 1593 emprendió viaje a Marruecos con el encargo de retratar a los miembros de la corte, viaje que fue financiado por el VII duque de Medina Sidonia, Alonso Pérez de Guzmán. Este viaje, sin duda el hecho más notable de su biografía, debió de dejar profunda huella entre sus contemporáneos y así, todavía en 1629, era recordado por Lope de Vega en su memorial en defensa del arte de la pintura:

El Rey de Fez escribió al señor Felipe II le enviase un Pintor y le respondió que en España había dos suertes de Pintores; unos vulgares y ordinarios y otros excelentes e ilustres (...) y otros eran razonables, y otros malos ¿y que cuál de aquellos quería? Respondió el Moro que para los Reyes siempre se había de dar lo mejor. Y así fue a Marruecos Blas de Prado Pintor Toledano de los mejores de nuestra edad, a quien el Moro recibió con honras extraordinarias.

A su paso por Sevilla lo conoció Francisco Pacheco quien cuenta en el Arte de la pintura que «cuando pasó a Marruecos por orden del Rey, llevaba unos lienzos de frutas, que yo vi, muy bien pintados». La afirmación de Pacheco, por la fecha en que hubo de ocurrir, junto con su condición de maestro de Sánchez Cotán, sitúan a Blas de Prado en los orígenes del bodegón español, aunque ninguno de su mano se haya conservado.
Debió de permanecer en Marruecos hasta finales de 1598 o comienzos de 1599. Cuenta Palomino que «cuando volvió, vino en traje de africano, y por algún tiempo lo vieron comer en el suelo sobre cojines, o almohadas de estrado, a la usanza morisca. Venía muy rico, y con grandes, y excelentes preseas». Del insólito viaje y de la fácil adaptación del pintor al país se hizo eco también el aragonés Jusepe Martínez, quien creía que Blas de Prado retornó a Marruecos al no sentirse en España tan estimado como en su nueva patria, muriendo allí:

El rey de Fez tenía suplicado a la Magestad de Felipe II le enviase un famoso pintor, el cual le envió a un hijo de Toledo llamado Blas de Prado, escelente retratador y colorista: recibiólo el rey de Fez con mucho aplauso, hízole hacer muchas obras y después de algunos años pidióle licencia para volverse a Madrid; diósela y con crecidos intereses, pero visto que en Madrid aunque era estimado, no era tanto como lo estimaba el rey de Fez, determinó de volverse comprando para el rey algunas alhajas de gusto, no usadas por allá, de lo cual le resultó mayores favores, en donde dicen que acabó sus días.

En Madrid no tardaría en retomar sus contactos con las iglesias del arzobispado de Toledo, pues ya en marzo se le encuentra contratando con Pedro Ruiz de Elvira el dorado del retablo de Villarrubia de los Ojos. Poco más tarde, en julio, Sánchez Cotán se le ofreció como fiador de la obra que deseaba contratar en Madridejos (Toledo), pero el mismo año 1599 falleció en Madrid, dejando como heredera a su madre. Por el testamento de Sánchez Cotán, fechado en 1603, consta que a su muerte tenía algunas deudas con el pintor de Orgaz, lo que parece desmentir las legendarias riquezas con que habría retornado del reino de Fez.

## Obra

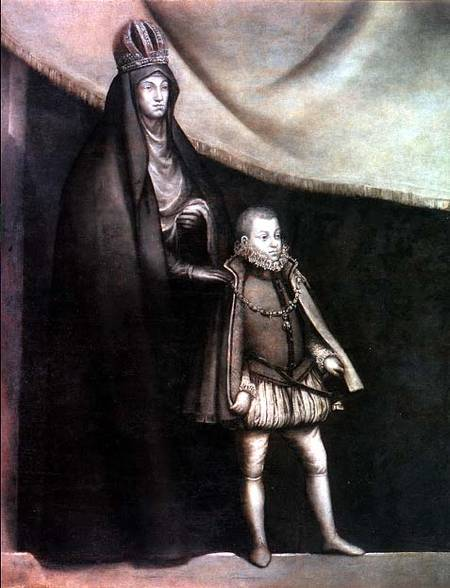
La emperatriz María y Felipe III príncipe. Grisalla, 205 x 169 cm, Toledo, Museo de Santa Cruz.

La escasa obra conservada de Blas de Prado presenta una notable variedad por el soporte y la técnica empleados, incluyendo la pintura al temple y al fresco y un importante lote de dibujos tomados del natural. La influencia dominante en su pintura es la italiana, ya se trate de obras vistas directamente en El Escorial o conocidas a través de grabados, así el grupo de la Piedad de Miguel Ángel traspasado a la superficie plana del lienzo, pero también la huella de Alonso Sánchez Coello se advierte en sus retratos y algún rasgo de la pintura del Greco se ha señalado en su pintura religiosa. 
Excluidas las muchas obras que se le atribuyeron en el pasado y que posteriormente han sido documentadas a nombre de Luis de Velasco o se han asignado a artistas diversos, como Pablo de Céspedes, las obras firmadas o documentadas son:
- Descendimiento de Cristo (345 x 240 cm), catedral de Valencia. Una inscripción moderna, con la fecha 1581, indica que el cuadro procede de la iglesia de San Pedro de Madrid, donde fue visto por Antonio Palomino que lo llama «excelente». En 1810 fue regalado a la catedral de Valencia por Carlos IV. El grupo central constituye una trasposición al lienzo de la Piedad de Miguel Ángel para Santa María del Fiore, en Florencia, con el añadido de tres figuras femeninas.[10] El pintor pudo valerse de un grabado de Cherubino Alberti para esta composición, que sería la más temprana de las conservadas.[11]

- La emperatriz María y Felipe III príncipe, 1583, Toledo, Museo de Santa Cruz, grisalla pintada con destino a uno de los arcos levantados en la ciudad de Toledo para recibir las reliquias de Santa Leocadia, junto con el retrato de Isabel Clara Eugenia conservado en el mismo museo y otras obras perdidas pintadas en colaboración con Luis de Velasco. Los retratos de los miembros de la familia real se encargaron a Alonso Sánchez Coello, «para que acá Blas de Prado las imite en el arco».[12]

- La Sagrada Familia con San Ildefonso, San Juan Evangelista y el maestro Alonso de Villegas (209 x 165 cm), Madrid, Museo del Prado. Firmado y fechado en 1589, el lienzo fue realizado por encargo de Alonso de Villegas, autor de un Flos Santorum (1578-1594) muy utilizado por predicadores y pintores. En 1818 se encontraba en el Palacio Real de Madrid, de donde pasó al Museo del Prado. Además, existe una copia en la capilla mozárabe de la catedral de Toledo. En la figura de la Virgen se ha advertido una estrecha relación con otra de Girolamo Muziano grabada por Villamena, en tanto el color es veneciano. En el retrato del donante se pueden advertir las dotes de retratista elogiadas por sus contemporáneos.[13]

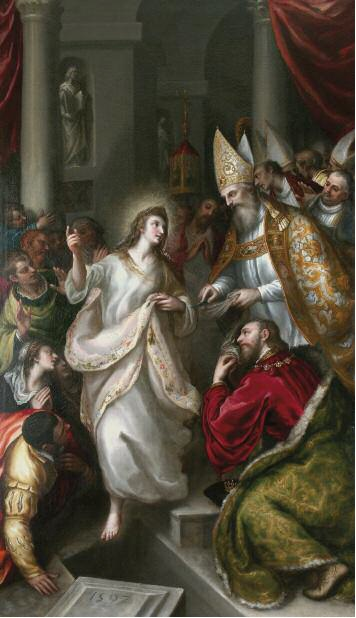
La aparición de santa Leocadia a san Ildefonso y el rey Recesvinto óleo sobre lienzo, 265 x 156 cm, Talavera de la Reina, Iglesia colegial de Santa María la Mayor.

- La aparición de Santa Leocadia a San Ildefonso y el rey Recesvinto (266 x 156 cm), en un retablo de la capilla del canónigo Alonso Paz en la iglesia colegial de Santa María la Mayor, en Talavera de la Reina (Toledo). En el ático, pintura sobre tabla de la Virgen con el Niño y ángeles (62 x 82). Fechado sobre la lápida de la sepultura en 1592, su técnica de pincelada ligera y segura, que en algunas zonas no llega a cubrir la imprimación, acusa influencias venecianas, en tanto en el canon alargado de Santa Leocadia se han visto influencias del Greco.[14]

- Pinturas al fresco de la cúpula de la capilla de la Quinta de Mirabel, Toledo, que fue cigarral del Cardenal Quiroga. En tres círculos concéntricos y con abundantes escorzos Blas de Prado pintó hacia 1590 la fiesta de Pentecostés en la zona inferior, escenas de Moisés y Salomón entre figuras alegóricas en el segundo círculo, con grisallas fingiendo relieves, y un coro de ángeles en lo alto.[15]

A Blas de Prado se le atribuyen también, entre otras, un retrato de El gran duque de Alba anciano en el Palacio de Liria de Madrid y un retablito con La Virgen con el Niño y San Juanito conservado en el presbiterio de la iglesia del convento de las Jerónimas de Toledo, en el que algunos objetos de bodegón evocarían el interés del pintor por ese género. También, en el museo de la Real Academia de Bellas Artes de San Fernando, una sacra conversazione con la Virgen y el Niño con san Francisco de Asís, san Antonio de Paula y donantes.
Con inscripciones antiguas y atribución a Blas de Prado ha llegado además un importante conjunto de dibujos conservado en los Uffizi de Florencia junto con algunos otros dibujos dispersos en museos e instituciones, entre los que figuran la Biblioteca Nacional de Madrid, el Museo del Louvre y la Hispanic Society of America, hasta un total próximo a las cincuenta piezas. 
De su dedicación al dibujo hay constancia por el inventario de los bienes que Sánchez Cotán dejaba en Toledo en 1603, donde se mencionaba un «librillo de dibujos ques de Blas de Prado», además de algunos dibujos sueltos sin especificar y otro libro «de Blas de Prado de Pintura», que pudiera ser un tratado de teoría artística perdido. Los dibujos actualmente atribuidos, en su mayor parte a pluma y ejecutados con trazo ligero y nervioso como estudios del natural, muestran la influencia de Federico Zúcaro y de la pintura italiana de hacia 1560.